# Muriel Robb
Muriel Evelyn Robb, angleška tenisačica, * 13. maj 1878, Newcastle upon Tyne, Anglija, † 12. februar 1907, Newcastle upon Tyne.
Med letoma 1899 in 1902 je sodelovala na turnirju za Prvenstvo Anglije in se vselej uvrstila vsaj v četrtfinale. Največji uspeh kariere je dosegla leta 1902, ko je turnir osvojila, v finalu je premagala Charlotte Cooper Sterry. 

## Finali Grand Slamov

### Posamično (1)

#### Zmage (1)
| Leto | Turnir            | Nasprotnica v finalu    | Rezultat finala |
| 1902 | Prvenstvo Anglije | Charlotte Cooper Sterry | 7–5, 6–1        |